# Спомен-чесма у Новом Селу
Спомен-чесма у Новом Селу подигнута је 28. августа 1951. године и посвећена је тридесеторици бораца јужноморавских бригада и активистима погинулим у току НОР-а.

## Изглед
Обрађена је цементним малтером у који је уграђена спомен-плоча.

## Натпис[1]
Палим борцима у НОР и жртвама фашистичког терора 1941-1945.
| 1. Милошевић С. Најдан     | 16. Ђорђевић С. Драгомир   |
| 2. Дончић М. Слободан      | 17. Ђорђевић Ј. Јордан     |
| 3. Наћић С. Богдан         | 18. Петковић Р. Петар      |
| 4. Младеновић П. Добривоје | 19. Младеновић С. Прокоп   |
| 5. Златановић И. Градимир  | 20. Младеновић С. Прокоп   |
| 6. Момчиловић С. Дејан     | 21. Милојевић М. Јован     |
| 7. Николић К. Ратко        | 22. Петковић К. Арса       |
| 8. Милошевић Ф. Боривоје   | 23. Митровић С. Крста      |
| 9. Митровић М. Миливоје    | 24. Наћић М. Зарије        |
| 10. Цојић Б. Давид         | 25. Павловић К. Драгутин   |
| 11. Војиновић Ђ. Чедомир   | 26. Стоилковић С. Ставра   |
| 12. Ђекић П. Обрад         | 27. Цветановић К. Кона     |
| 13. Митровић Г. Душан      | 28. Спасић Д. Михаило      |
| 14. Димитријевић Б. Милан  | 29. Стојиловић К. Драгомир |
| 15. Пешић Ј. Милисав       | 30. Маринковић Т. Милча    |
| -------------------------- | -------------------------- |